# Кость-трапеция
Кость-трапеция (лат. os trapezium) — кость дистального ряда запястья. 

## Структура
Кость запястья выделяется глубокой бороздкой на передней поверхности. Она расположена на лучевой стороне запястья, между ладьевидной костью и первой пястной костью (пястной костью большого пальца). У рептилий и амфибий трапеция соответствует первому дистальному 
Небольшая запястная кость неправильной формы, которая находится в кисти. Она расположена в самом конце ряда запястных костей, непосредственно рядом с пястной костью большого пальца. На локтевой поверхности можно увидеть трапециевидную и ладьевидную кости.

## Функции кости
Кости запястья образуют единое целое, формируя костяк кисти. Та кость, расположенная ближе всего к ладони, играет ключевую роль в движении большого пальца.

## Топография и сочленения
Располагается рядом с трапециевидной костью. Верхняя поверхность кости вогнута и сочленяется с ладьевидной костью. Её нижняя часть имеет седловидную форму, а суставная поверхность сочленяется со I пястной костью. Латеральная поверхность кости сочленяется с трёхгранной костью, а медиальная — с головчатой костью.